# Beinn Fhada
Der Beinn Fhada ist ein 1.032 m (3.386 ft) hoher, als Munro und Marilyn eingestuftes Bergmassiv in Schottland. Sein gälischer Name kann in etwa mit Langer Berg übersetzt werden. Gebräuchlich ist auch die verballhornte englische Namensform Ben Attow. Der Berg liegt in der historischen Region Kintail in der Council Area Highland, etwa 30 Kilometer südöstlich von Kyle of Lochalsh und rund 40 Kilometer nördlich von Fort William. 
Das Massiv des Beinn Fhada besitzt einen komplexen Aufbau mit diversen Vorgipfeln, Graten und Corries und erstreckt sich in etwa von Nordwesten nach Ostsüdost zwischen dem südwestlich liegenden Tal des River Croe und dem östlich liegenden Talende von Glen Affric. Im Nordosten begrenzt das Gleann Gnìomhaidh das Massiv, südöstlich das Fionngleann. Die durch beide Täler fließenden Bäche vereinigen sich östlich des Beinn Fhada zum River Affric. Während der Beinn Fhada nach Süden und Südosten durchgängig abweisende steile und grasige Flanken besitzt, weist er im Norden mehrere tief eingeschnittene und teils felsige Corries auf, im Nordwesten besitzt das Massiv felsige Ausläufer und Vorgipfel. Der höchste Punkt des Berges liegt im Nordosten am Rand des weitläufigen, als Plaide Mhòr bezeichneten Gipfelplateaus. Nach Osten verläuft ein kurviger, anfangs breiter und dann schmaler werdender Grat bis zum 962 m (3.156 ft) hohen Vorgipfel Sgùrr a’ Dubh Doire und weiter zu einem namenlosen, 825 m hohen Vorgipfel oberhalb des Glen Affric, wo er sich nach Nordwesten und Südosten aufspaltet. Der Südostgrat führt direkt in den breiten Talboden des Glen Affric. Direkt vom Gipfel aus führt der felsige Nordostgrat in das Gleann Gnìomhaidh. Zwischen diesem sowie dem Ostgrat und dessen nach Nordwesten führender Fortsetzung liegen zwei Corries, das Coire Toll a’ Mhadaidh und das Coire an t-Siosalaich. Vom Nordende des Gipfelplateaus führt ein schmaler und felsiger Grat zum 782 m (2.566 ft) hohen Vorgipfel Meall a’ Bhealaich. Nördlich liegt der Bealach na Sgairne, ein Passübergang zwischen dem Beinn Fhada und dem nördlich anschließenden, 918 m (3.012 ft) hohen Munro A’ Ghlas-bheinn. Am Westende der Plaide Mhòr liegt der sich vom Plateau nur geringfügig abhebende 954 m (3.130 ft) hohe Vorgipfel Meall an Fhuarain Mhòir. An diesen schließt sich nach Nordwesten ein felsiger und teils ausgesetzter, schmaler Grat an, der sich über mehrere Vorgipfel und Scharten bis zum 864 m (2.835 ft) hohen Sgùrr a’ Choire Ghairbh windet und dann bis zum rund 881 m (2.890 ft) hohen Faradh Nighean Fhearchair nach Norden führt. In diesem Bereich fällt der Beinn Fhada steil mit felsdurchsetzten Flanken nach Westen ab und überragt markant das Ostende von Loch Duich und das Strath Croe mit der kleinen Ansiedlung Morvich. 

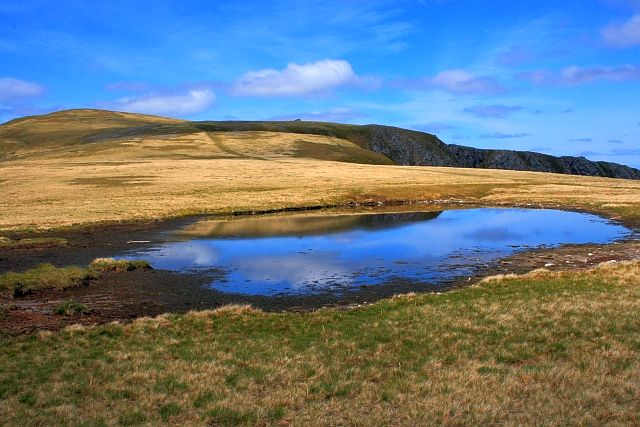
Das weite Gipfelplateau Plaide Mhòr, Blick zum Hauptgipfel
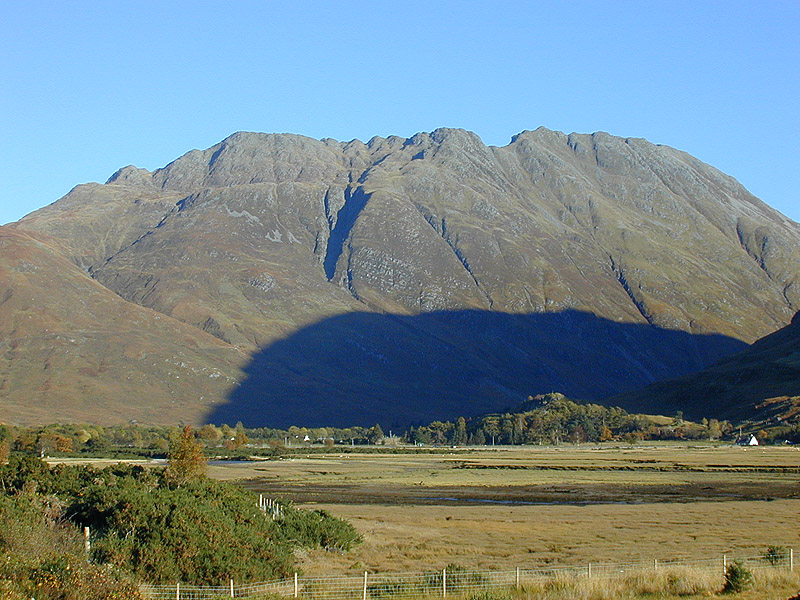
Blick vom Ostende von Loch Duich über Morvich auf den Sgùrr a’ Choire Ghairbh, den westlichsten Vorgipfel des Beinn Fhada
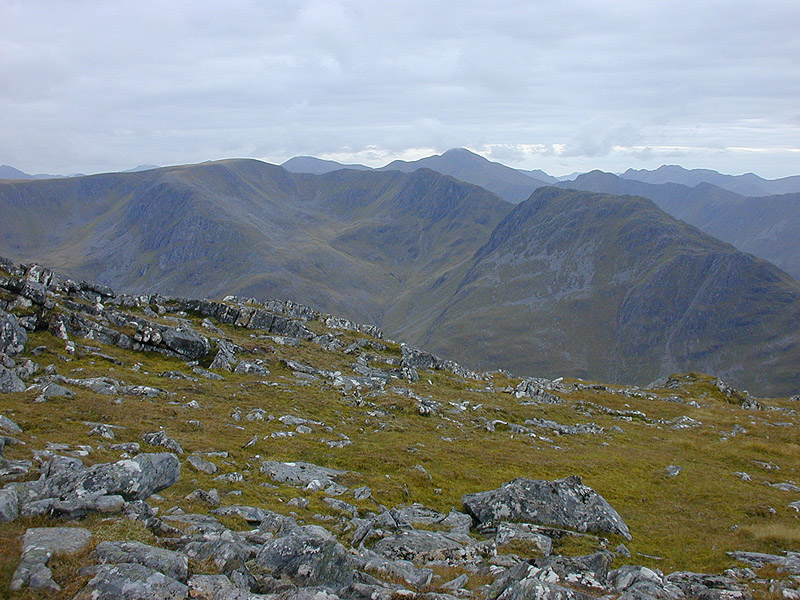
Blick vom nördlich benachbarten A’ Ghlas-bheinn auf den breiten Rücken des Beinn Fhada, im Hintergrund die Gipfel der Five Sisters of Kintail
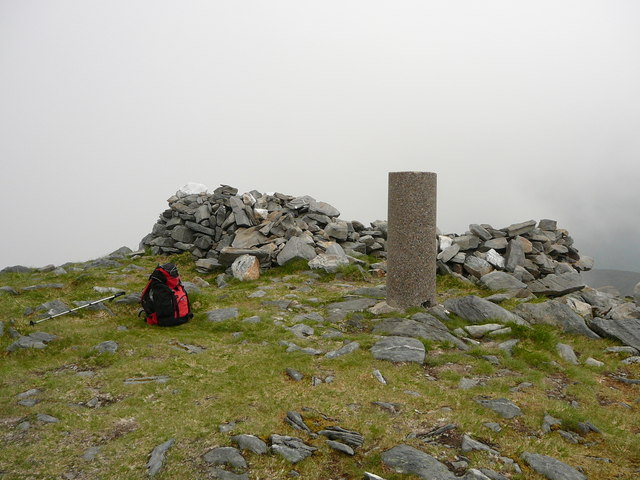
Der Cairn und die trigonometrische Säule auf dem Gipfel des Beinn Fhada

Eine Besteigung des Beinn Fhada ist auf verschiedenen Wegen möglich. Ein möglicher Ausgangspunkt ist ein Outdoor-Center bei Morvich, östlich von Loch Duich, etwas abseits der A87. Der einfachste Zustieg führt von dort durch das Tal des Abhainn Chonaig, eines Seitenflusses des River Croe, und das Gleann Chòinneachain nach Osten. Ein alter Jagdpfad führt hier über den Bealach na Sgairne, von dem kurz vor der Passhöhe ein weiterer Jagdpfad unterhalb des Meall a’ Bhealaich auf den Nordgrat des Beinn Fhada führt. Über diesen wird das Gipfelplateau erreicht. Alternativ kann von Morvich auch der Nordwestgrat als Aufstieg genutzt werden, dieser ist jedoch stellenweise ausgesetzt und erfordert an mehreren Abschnitten leichte Kletterei. Aus Richtung Osten besteht eine Aufstiegsmöglichkeit aus dem Glen Affric über den Ostgrat und den Sgùrr a’ Dubh Doire. Dieser Teil des Glen Affric liegt jedoch weit abseits öffentlicher Straßen und erfordert in der Regel eine Übernachtung, entweder in der nur zu Fuß erreichbaren Jugendherberge Alltbeithe, etwas östlich des Beinn Fhada, oder in der Bothy Camban im Fionngleann am Südfuß des Beinn Fhada.